# Natalus mexicanus
Natalus mexicanus és una espècie de ratpenat de la família dels natàlids. Viu a altituds de fins a 2.400 msnm a Belize, Costa Rica, El Salvador, Guatemala, Hondures, Mèxic, Nicaragua i Panamà. Nia en coves profundes i humides situades a diferents tipus de boscos. És una espècie en risc mínim, és a dir, no sembla que hi hagi cap amenaça significativa per a la seva supervivència. El seu nom específic, mexicanus, significa ‘mexicà’ en llatí.